# 横浜市交通局1300型電車
横浜市交通局1300型電車（よこはましこうつうきょく1300がたでんしゃ）は、かつて横浜市交通局が所有していた路面電車である横浜市電の電車。登場当初の形式名は3000型であった。

## 概要
第二次世界大戦終戦後、横浜市民の生活が活発化してくるにつれて横浜市電の乗客は増加の一途を辿った。戦災を受けた架線や軌道などの施設の復旧に合わせ、1946年にそれまでの横浜市電気局から名称を改めた横浜市交通局では市電の電車の整備・復旧に併せて収容力の大きい大型ボギー車の導入を決定した。当時の激しいインフレーションにより車両新造費が当初の予定を大幅に超える金額になったものの、1947年に汽車会社東京支店で作られた30両の新型車両が導入された。これが3000型である。
製造当時は日本各地から殺到する新型車両の注文を捌くため路面電車車両の標準設計が定められており、3000型についても大阪市電の大型ボギー車である1711形と同型の3扉車体を有していた。また当時の深刻な資材不足の影響から製造時に一部車両の窓ガラスの一部が半透明の擦りガラスとなっていた。主電動機は三菱重工のものを用い、制御装置は三菱重工もしくは東洋工機製であった。
なお横浜市交通局は1948年に車番整理を理由とした形式変更が実施されており、3000型についても1300型（1301 - 1330）に変更された。
運転手側のドアが自動ドアのものと手動のものなど微妙に仕様の違うものが存在した。

## 1329を用いた各種試験
復興に伴うバスやタクシーの発達への対策のため、1950年以降日立製作所の協力を受けて1329を用いた各種台車や制御方式の試験が実施され、結果は1500型以降の新型車両へと活かされた。なお試験終了後、1329は原型に復元されている。
- KL-1台車による試験（1950年1月以降実施） - 騒音と振動抑制を目指した試作台車による試験[7]。
  - 枕ばねには防振ゴムを積層して用い、軸箱支持部・軸バリ支持部にも防振ゴムを使用。
  - 軸ばねは圧縮コイルばねを内蔵した空気ばね。
  - 車輪は防振ゴムを組み込んだ弾性車輪。
- KL-2台車による試験（1950年4月以降実施） - KL-1台車による試験結果をふまえ、新設計された試作台車による試験。より現実的な構造になり、騒音や振動の軽減効果が実証された[8]。
  - 耐久性に難のあった空気ばねの採用は見送り、枕ばねと軸ばねはいずれも圧縮コイルばねを採用。
  - ブリヂストン製の防振ゴムを各部に使用。
  - 弾性車輪はKL-1台車に引き続いて使用。
- 間接制御の試験（1953年12月以降実施） - 制御装置をMMC多段電動カム軸式自動加速制御器（MMC50A）に変更。

## 運用
導入後は高い収容力が市民から評判を呼び、大半の系統で使用された。特に高い性能を活かして坂道の多い3系統・7系統で使用されることが多く、特に本牧線廃止以降は1300型は3系統（長者町線）専用形式となった。1951年には車掌削減による人件費抑制のため中扉の自動扉化が実施された他、1963年から1965年にかけては毎年10両ずつ更新工事が行われ、窓枠のアルミサッシ化、戸袋窓のHゴム化などの改造が実施された。だが3扉の大型車両であった事からワンマン化改造の対象から外され、1971年3月21日の全廃1年前の3系統廃止をもって車掌業務が終了した事で営業運転から引退し、同年10月までに全車廃車となった。

## 保存
他の横浜市電の車両と同様に他社の路面電車路線へ譲渡される事は無かったが、2019年現在、1311が横浜市電保存館に静態保存されている。